# طوقدار
طوقدار، روستایی است از توابع بخش رودپی شمالی شهرستان ساری در استان مازندران ایران.

## جمعیت
این روستا در دهستان فرح‌آباد شمالی قرار داشته و براساس آخرین سرشماری مرکز آمار ایران که در سال ۱۳۸۵ صورت گرفته، جمعیت آن ۸۹۳نفر (۲۳۵خانوار) بوده‌است.

بر اساس آخرین سرشماری مرکز آمار ایران که در سال 1395صورت گرفته،جمعیت آن 2597 نفر (231 خانوار) می باشد